# Ylvesbøl Sogn
Ylvesbøl Sogn (på tysk Kirchspiel Ulvesbülll) er et sogn i det sydvestlige Sydslesvig, tidligere i Everschop Herred (Landskabet Ejdersted), nu i Ylvesbøl Kommune i Nordfrislands Kreds i delstaten Slesvig-Holsten. 
I Ylvesbøl Sogn findes flg. stednavne:
- Adolfskog
- Barnemoor
- Mellemdiget
- Porrendeich
- Ylvesbøl